# Růže měkká

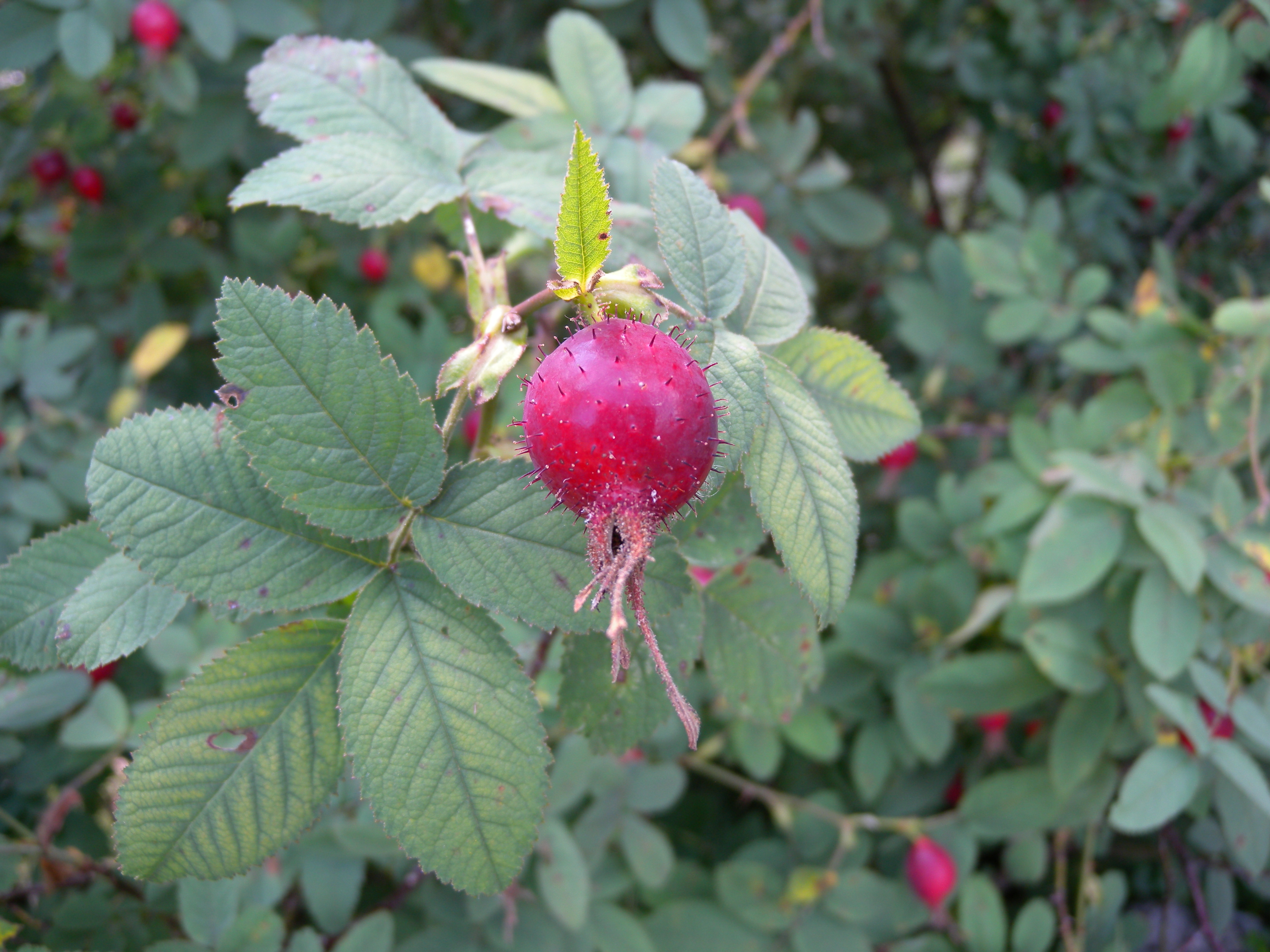
Šípek

Růže měkká (Rosa villosa) je rozvětvený keř s obloukovitými, ostnitými větvemi porostlými opadavými listy. Tento druh z širokého rodu růže není v české přírodě považován za původní druh, ale za v minulosti úmyslně zavlečený archeofyt. V Česku je již po několik století pěstována pro své ovoce, asi 3 cm velké šípky (dříve hlavně v klášterních zahradách); odtud pochází i staročeské pojmenování "jablíčková růže". V současnosti je využívána v sadovnických úpravách jako solitéra nebo do nestříhaných živých plotů, všude vyniká její zajímavý růst, dekorativní listy, květy a později i výrazné ovoce. Bývá také speciálně pěstována pro šípky s mnoha léčebnými vlastnostmi. Ze zahrad zplaňuje do volné přírody, nejčastěji semeny roznášenými ptáky, kteří požírají v zimním období šípky.

## Rozšíření
Dřevina má areál rozprostírající se od Francie a Španělska na západě přes střední Evropu (vyjma České republiky a Slovenska) na východ do Běloruska, Ukrajiny a jižního Ruska až ke Kavkazu. Na jihovýchodě je její domovinou území téměř celého Balkánského poloostrova, které dále navazuje na evropské i asijské Turecko a pokračuje až do západních oblastí Íránu. Mimo svou původní oblast se v novověku rozšířila téměř do celého zbytku Evropy a byla s osídlováním Ameriky importována i na severovýchod Spojených států amerických.
V české krajině jsou volně rostoucí rostliny potomky dovezených exemplářů, jež v minulosti zplaněly a spontánně se dále množí. Přestože má růže měkká potenciál k dalšímu samovolnému šíření, je její výskyt v Česku poměrně řídký.

## Ekologie
Růže měkká je fanerofyt rostoucí v lesních lemech, na mezích, okrajích luk a pastvin, případně i na odlesněných plochách a místech polnohospodářsky opuštěných. Nejlépe se jí daří na slunném stanovišti ve vápnité, hlinité a vlhké, ale nepřemokřené půdě. Dřevina ve středoevropských podmínkách odolává mrazu a po případném požáru dobře obráží z hlubokých kořenů. Obvykle kvete v červnu a červenci, šípky dozrávají za dva měsíce po odkvětu. Plodící keř se dožívá průměrného věku 40 let. Ploidie druhu je 2n = 28.

## Popis
Je to středně vysoký keř s prutovitými větvemi dlouhými běžně do 1,5 metru, výjimečně s větvemi obloukovitě sehnutými, majícími délku až 2,5 metru. Hlavní větve i načervenalé mladé výhony mají štíhlé, rovné ostny, jež směřují přímo nahoru nebo dolů a vyrůstají vždy jednotlivě. Větve porůstají střídavými, řapíkatými, složenými, lichozpeřenými listy se dvěma až třemi páry téměř přisedlých, modrozelených lístků a jedním větším koncovým. Poměrně velké lístky, 3 až 4 cm dlouhé, jsou tvaru eliptického nebo podlouhle vejčitého, na bázi jsou okrouhlé, na vrcholu zašpičatělé či tupé a oboustranně stříbřitě chlupaté. Po obvodě jsou lístky dvojnásobně hrubě zubaté, zoubky jsou otevřené a na špičkách mají žlázky vydávající terpentýnovou vůni. Palisty jsou široké a téměř po celé délce srostlé s chlupatým řapíkem. Na podzim listy žloutnou a opadávají.
Květy růžové barvy vyrůstají na stopkách asi 1 cm dlouhých jednotlivě nebo ve dvou- až trojkvětých květenstvích. Oboupohlavné, až 5 cm velké květy jsou pětičetné, tři vnější kališní lístky mají jen několik málo niťovitých přívěsků a dva vnitřní nemají žádné, po odkvětu všechny směřují nejčastěji přímo vzhůru a vzájemně spojené uschnou a vytrvají na šípku až do jeho vysoké zralosti. Pět volných korunních lístků je světle nebo tmavě růžových. Tyčinek s prašníky je v květu větší počet, čnělky vytvářejí chlupatou, nízkou a stlačenou hlavičku. Květy jsou samosprašné a na opylení se nejvíce podílejí včely.
Červené až tmavočervené šípky jsou tzv. nepravé plody (z botanického pohledu jsou souplodí nažek), bývají kulovitého, válcovitého nebo mírně hruškovitého tvaru, jsou okolo 3 cm velké a vyrůstají na chlupatých stopkách. Šípky jsou na povrchu porostlé krátkými žlázkami, disk mají plochý, ústí široké a obsahují nemnoho krémových semen (nažek). Po uzrání rychle měknou, ale neopadávají.

## Rozmnožování
Dřevinu lze množit vegetativně i generativně. Nejsnáze lze nové rostliny získat oddělky z kořenů od ověřených starších rostlin. Dále je lze množit semeny, která je vhodné před jarním výsevem stratifikovat. Doporučuje se rozmnožovat i řízky z polovyzrálého dřeva s patkou v létě, nebo ze zralého dřeva na podzim. Pro odborníky je vhodné jarní roubování nebo letní očkování na podnože. Nejlepší doba pro výsadbu mladých rostlin na stanoviště je podzim, sázejí se do sponu asi 3 m.

## Význam
Růže měkká raší brzy z jara a v době květů je odolná vůči jarním mrazíkům. Kromě základního řezu po výsadbě nevyžaduje další úpravu tvaru, pozdější zmlazování snáší dobře. Šípky dozrávají podle klimatických podmínek od poloviny srpna do začátku září, nejvhodnější období ke sklizni trvá asi 10 dnů, při opoždění plody měknou a klesá obsah zdraví prospěšných látek. Čerstvé plody obsahují provitamin A, vitaminy B, C, K, cukry, třísloviny, pektiny, rostlinná barviva, silice, fenoly, flavonoidy a asi 25 % sušiny a 6 % sacharidů. Vyrábějí se z nich marmelády, sirupy i vína, nebo se při teplotě do 60 °C suší na voňavý a léčivý čaj. Semena jsou bohatým zdrojem vitamínu E, používají se rozemletá a smíchána s moukou. Keře jsou dále vhodnou dřevinou pro stabilizaci nepevných svahů, poskytují drobným ptákům prostor pro hnízdění a šípky bývají v zimním období potravou mnoha živočichů.
V České republice je registrována odrůda 'Karpatia', která byla vyšlechtěna na Slovensku (VÚOOD Bojnice) a selektují se dále klony, např. 'Bělečská', s většími a dužnatějšími šípky a bez žlázek na povrchu. Z průměrného keře se sklidí asi 5 kg šípků. V poslední době se k růži měkké obrátila i evropská zemědělská velkovýroba, byly založené prvé plantáže.